# Trefeurig
Trefeurig är en community i Storbritannien.   Den ligger i kommunen Ceredigion och riksdelen Wales, i den södra delen av landet, 280 km väster om huvudstaden London.
Det största samhället i Trefeurig är byn Penrhyn-coch med 1 316 invånare (2011).